# 청하초등학교 청하남부분교
청하초등학교 청하남부분교는 대한민국 경상북도 포항시에 있었던 공립 초등학교이다.

## 학교 연혁
- 1963년 3월 27일: 개교
- 2016년 2월 29일: 폐교[1]

## 참고 자료
- 청하초등학교청하남부분교장 - 한국교육학술정보원 학교알리미